# Guga (ur. 1964)
Guga, właśc. Alexandre da Silva (ur. 12 czerwca 1964 w Rio de Janeiro) – piłkarz brazylijski, występujący podczas kariery na pozycji napastnika.

## Kariera klubowa
Karierę piłkarską Guga rozpoczął w klubie AA Cabofriense Cabo Frio w 1984. W 1985 wyjechał do Ekwadoru do klubu Esmeraldas Petrolero. W barwach Esmeraldas z 24 bramkami na koncie został królem strzelców ekwadorskiej Serie A w 1985.
W latach 1987–1988 był zawodnikiem Clube Atlético Mineiro. Z Galo zdobył mistrzostwo stanu Minas Gerais – Campeonato Mineiro w 1988. W lidze brazylijskiej zadebiutował 29 października 1988 w wygranym 1-0 meczu z Santosem FC. W latach 1989–1992 Guga występował kolejno w Goiânii, Goiás EC, CR Flamengo, SC Internacional i Internacionalu Limeira.
Najlepszym okresem w karierze Gugi były lata 1992–1995, kiedy to był zawodnikiem Santosu. W barwach Santosu Guga  z 14 bramkami był królem strzelców ligi brazylijskiej w 1993. W latach 1995–1996 Guga występował arabskim Al-Ahli Dżudda i japońskim Cerezo Osaka. Po powrocie do Brazylii został zawodnikiem AE Araçatuba.
W 1997 występował w EC Bahia, a w 1998 w Athletico Paranaense. W barwach Atlético 1 listopada 1998 w przegranym 1-2 meczu z Cruzeiro EC Guga wystąpił po raz ostatni w lidze brazylijskiej. Ogółem w latach 1988–1998 wystąpił w lidze w 102 meczach, w których strzelił 44 bramki. Karierę zakończył w AD Cabofriense Cabo Frio w 2001.

## Sukcesy
- mistrzostwo stanu Minas Gerais – Campeonato Mineiro w 1988.
- król strzelców ekwadorskiej Serie A w 1985.
- król strzelców brazylijskiej Serie A w 1993.